# 161 (عدد)
161 هو عدد صحيح. طبيعي بين 160 و162

## في الرياضيات

### خصائص
- 161عدد فردي
- 161عدد ناقص